# John Bechdel
John Bechdel (ur. 1 sierpnia 1964) – amerykański muzyk, kompozytor, instrumentalista klawiszowiec znany z występów w takich grupach muzycznych jak Ministry, Fear Factory, Static-X, Ascension of the Watchers, Killing Joke, Prong oraz False Icons.
Jego starszą siostrą jest autorka komiksów Alison Bechdel.